# Сузак (Казахстан)
Суза́к (каз. Созақ) — село у складі Сузацького району Туркестанської області Казахстану. Адміністративний центр Сузацького сільського округу.
Населення — 7968 осіб (2021; 4630 у 2009, 3635 у 1999, 4477 у 1989).

## Історія
Древній Сузак — центр караванної торгівлі з VI століття, одна зі столиць Казахського ханства (1465–1469 та 1511–1521 роки). У період 1928–1934 років село було центром Сузацького району. На початку лютого 1930 року у селі пройшло масове антирадянське повстання, очолюване ханом Султанбеком Шолакули. 12 лютого на придушення повстання було направлено загін із Шимкента на чолі з Ісаєвим, який не впорався із поставленою задачею. Тоді 16 лютого було надіслано другий загін на чолі з Нікітенком, який у ході 4-годинного бою знищив приблизно 400 повстанців та взяв у полон ще 200.
2024 року до села Сузак приєднано сусіднє село Шакирик.